# Jay Obernolte
Jay Phillip Obernolte, né le 18 août 1970 à Chicago, est un homme politique américain. Membre du Parti républicain, il est élu à l'Assemblée de l'État de Californie à partir de 2014 puis à la Chambre des représentants des États-Unis depuis 2021.

## Biographie

### Carrière professionnelle et débuts en politique
Jay Obernolte est diplômé d'un baccalauréat universitaire en ingénierie et sciences appliquées du California Institute of Technology en 1992, puis d'un master en intelligence artificielle de l'université de Californie à Los Angeles en 1997,. À la fin des années 1980, alors qu'il est étudiant du CIT, Jay Obernolte fonde le studio de développement de jeux vidéos FarSight Studios.
En 2005, il entre au conseil d'administration de l'aéroport de Big Bear Lake. Il s'engage en politique en 2010 en étant élu conseiller municipal de la ville. Il devient maire de Big Bear Lake en 2012 et siège au sein de plusieurs conseils d'administration locaux.
En 2014, Jay Obernolte est candidat à l'Assemblée de l'État de Californie dans le 33e district, pour succéder au républicain Tim Donnelly, candidat au poste de gouverneur. Avec moins de 19 % des suffrages, il termine en deuxième position de la primaire derrière le démocrate John D. Coffey, favorisé par les divisions républicaines. Jay Obernolte est finalement élu député avec une confortable avance lors de l'élection générale avec 66 % des voix. Il est réélu avec 60 % des suffrages en 2016 et 2018.

### Représentant des États-Unis
Jay Obernolte se présente à la Chambre des représentants des États-Unis lors des élections de 2020, quand le républicain Paul Cook annonce ne pas être candidat à sa réélection dans le 8e district de Californie, une circonscription historiquement républicaine qui s'étend du lac Mono au parc national de Joshua Tree et correspond en grande partie à son district au sein de l'Assemblée de Californie. Après être arrivé en tête de la primaire avec près de 35 % des voix, il est élu représentant des États-Unis avec 56,1 % des suffrages face à la démocrate Chis Bubser.